# Стагира
 Тази статия е за античния град в Гърция.  За селото в Гърция вижте Стагира (дем Аристотел).  
Стагира (на старогръцки: Στάγειρα) е античен град в Северна Гърция, разположен на Халкидическия полуостров, родно място на Аристотел. Останките от селището са разкрити на полуостров, вдаден в Орфанския залив, на 1 km южно от село Олимпиада.

## История
Стагира е основан през 655 г. пр.н.е. от йонийски заселници от остров Андрос, като скоро след това там се заселват и колонисти от Халкида. Древният град, наричан и понякога в женски род Стагирос (Στάγιρος или Στάγειρος), е бил разположен на около километър от Олимпиада. Страбон в своята „География“ го поставя на юг от Акантос и казва, че срещу него е малкият остров Капрос (Κάπρος) - очевидно днешният Кавканас:
| „ | И разстоянието по море около полуострова от град Акантос до Стагирос, града на Аристотел, е четиристотин стадия. На този бряг има пристанище, наречено Капрос, а също и остров със същото име като пристанището. | “ |

Персийският цар Ксеркс I го завладява през 480 г. пр.н.е. По-късно градът се присъединява към Делоския морски съюз, воден от Атина, но по време на Пелопонеската война го напуска през 424 г. пр. Хр. и се предава на спартанския военачалник Бразид. Атинският демагог Клеон го обсажда през 422 г. пр.н.е.. Неефективната обсада е причината древногръцкият драматург Аристофан да осмее Клеон в пиесата си „Конници“. Същата година Клеон умира в Битката при Амфиполис.
В 384 година в Стагира е роден Аристотел. Градът се присъединява към Халкидския съюз, воден от Олинт. Градът е завладян и разрушен от Филип II Македонски в 349 година по време на Втората Олинтска война. Източниците разказват, че в знак на благодарност към Аристотел затова, че става възпитател на неговия син Александър Велики, Филип възстановява града и връща жителите му, които по-рано е поробил. Вероятно обаче градът е възстановен от Александър. В това време са издигнати редица нови постройки, включително акведукт, две светилища на Деметра и множество домове.
Разрушаването в 349 година обаче е начало на упадъка на града, който по време на Римската епоха запустява. По времето на Страбон, който е живял от 63 до 23 след Христа, Стагира е вече изоставен:
Около 1000 година на мястото на античния акропол е построена крепост, наричана Ливасдия (Λιβασδιά) или Липсасда (Λιψάσδα).

## Разкопки
Първите разкопки в Стагира започват в края на 1960 от Фоти Пеца и продължават до наши дни. Извършват се под надзора на XVI ефория за праисторически и класически древности, като на посетителите се предлага достъп до града. Систематични разкопки и реставрации са направени между 1990 и 2000 година под ръководството на Костас Сисманидис. Находките от разкопките се излагат в Полигироския археологически музей.
В 1970 година крепостта на Стагира е обявена за паметник на културата.

## Описание
Горният град заема голямото плато, разположено на върха на южния хълм. Има формата на правоъгълен триъгълник, чиято южна страна, дълга 40 m, съвпада с южната стена на града. От тази страна и до голямата кръгла кула на върха на хълма има малка врата - 1,50 m, която обслужва достъпа до цитаделата и движението на войниците. Приблизително в средата на южната страна на цитаделата и в контакт с вътрешната страна на стената се намира седемстепенното стълбище, което е служило и за военни цели. Другите две страни на триъгълната цитадела са защитени от отделно укрепително заграждение, което се състои от две здрави каменни стени с дебелина 0,80 m. Малките правоъгълни пространства, създадени от подпорите по цялата дължина на заграждението, вероятно са били покрити. В долната си част източната стена на цитаделата завива леко, за да се срещне с голямата кръгла кула. От трите страни на цитаделата в плана има трапецовиден улей, за отвеждане на дъждовната вода. Точно срещу портата на южната стена и между две опори на заграждението на цитаделата е изкопан кръгъл резервоар за вода с диаметър 2 m и дълбочина 4 m. Изцяло е вкопан в естествената скала, а стените му са грижливо изградени и измазани с плътен бял хоросан. В най-високия ъгъл на цитаделата се разкрива голямо и квадратно пространство, което е изградено на най-високата точка на целия град, с възможност за наблюдение на околността. Този факт не оставя никакво съмнение, че тук е имало военен пост за наблюдение на района около Стагира.

## Личности
Родени в Стагира
- Аристотел (384 пр. Хр. – 322 пр. Хр.), гръцки философ и учен